# Les Tarteres (Guàrdia de Noguera)
Les Tarteres és un paratge del terme municipal de Castell de Mur, dins de l'antic terme de Guàrdia de Tremp, al Pallars Jussà.
Es tracta de tot el vessant oriental de la plataforma d'Arguinsola, a ponent de lo Xalet Nou. Són a la dreta del barranc de la Teulera i a l'esquerra del barranc d'Arguinsola. Són just a migdia de les Costes.